# 中国驻土耳其大使馆
中华人民共和国驻土耳其共和国大使馆（土耳其語：Çin Halk Cumhuriyeti Türkiye Cumhuriyeti Büyükelçiliği），简称中国驻土耳其大使馆，是中华人民共和国驻土耳其共和国的外交代表机构。